# Estonien
Cet article concerne la langue estonienne. Pour le peuple estonien, voir Estoniens.
 (août 2013).
Si vous disposez d'ouvrages ou d'articles de référence ou si vous connaissez des sites web de qualité traitant du thème abordé ici, merci de compléter l'article en donnant les références utiles à sa vérifiabilité et en les liant à la section « Notes et références ».
L’estonien (autonyme : eesti keel, /ˈeːs.ti ˈkeːl/ ) est une langue appartenant à la branche fennique de la famille des langues ouraliennes. Il est étroitement apparenté au finnois et plus lointainement au hongrois. Il est parlé par environ 1 100 000 personnes, dont la très grande majorité (950 000) habite en Estonie.
Il peut y avoir intercompréhension entre un locuteur du finnois et un locuteur estonien : les difficultés seraient de l'ordre de tournures grammaticales différentes, mais ce sont surtout les accents différents qui apporteraient des difficultés. Enfin, le finnois a intégré un certain nombre de mots suédois dans son vocabulaire, tandis que les Estoniens ont emprunté des mots de vocabulaire d'origine allemande, bas-allemande ou russe.
Le SIL International, organisme chargé d'attribuer les codes ISO 639-3, classe l'estonien comme une macro-langue (est) et y inclut l'estonien standard (ekk) et le võro (vro).
La base de données linguistiques Glottolog ne reconnait pas quant à elle le võro et inclut trois variétés dans l'estonien : l'estonien côtier du Nord-Est, l'estonien côtier du Nord (comprenant l'estonien de l'Est, l'estonien insulaire, l'estonien moyen, l'estonien du Nord-Ouest), et l'estonien du Sud (comprenant l'estonien de Mulgi, l'estonien de Seto, et l'estonien de Tartu).

## Alphabet
L'alphabet estonien comporte 27 lettres et est ordonné ainsi :
A a, B b, D d, E e, F f, G g, H h, I i, J j, K k, L l, M m, N n, O o, P p, R r, S s, Š š, Z z, Ž ž, T t, U u, V v, Õ õ, Ä ä, Ö ö, Ü ü
Les positions de z et ž dans cet alphabet sont à noter, ainsi que l'appartenance à cet alphabet des lettres diacritiquées en tant que lettres à part entière.
Les lettres F, Š, Z et Ž sont quatre lettres rencontrées uniquement dans certains mots d'emprunts. Il est également important de noter l'absence des lettres C, Q, W, X et Y, qui ne sont utilisées que dans des noms propres et ne le sont pas dans les mots de racine estonienne et sont exclues de l'alphabet officiel estonien.

## Prononciation
Quelques-unes des lettres de l'alphabet ont des prononciations particulières ou différentes du français : õ note /ɤ/ (une voyelle postérieure non arrondie, semblable à un o français, mais vraiment postérieur, prononcé sans arrondissement des lèvres) ; ä produit le phonème /æ/ comme en finnois (a très ouvert comme dans cat en anglais) ; ö, ü produisent respectivement les phonèmes /ø/ et /y/ comme en allemand, correspondant aux eu fermé et u du français. Quant aux lettres š et ž, elles se prononcent respectivement /ʃ/ et /ʒ/, correspondant aux ch et j du français.
Hormis ces quelques lettres, il faut prêter attention au fait que E se prononce [e] (é), que le R est roulé, que le S est toujours dur (comme dans le mot jadis) et enfin, que le U a la même prononciation que ou en français. Il faut également veiller à aspirer le H.
Enfin, en estonien, une voyelle double note une voyelle longue et une double consonne note une consonne géminée. Ceci a une valeur phonémique, qui peut différencier deux mots.

## Phonologie
Sur le plan phonologique, l’estonien se caractérise notamment par l’existence de trois durées vocaliques et consonantiques : la plupart des phonèmes peuvent être brefs, longs ou surlongs. Cette présentation des faits a néanmoins été remise en question dans les années 1990. Plutôt que de décrire la durée des phonèmes, de nombreux linguistes préfèrent aujourd’hui décrire les trois « durées » syllabiques (voire des groupes de deux syllabes) et réduisent le système ternaire traditionnel à un emboîtement de deux oppositions binaires : les syllabes accentuées peuvent être brèves ou longues et les syllabes longues peuvent porter un « accent » fort ou faible, le terme d’« accent » désignant ici un ensemble de traits essentiellement prosodiques comprenant l’énergie articulatoire, la courbe intonative et la longueur relative de la syllabe accentuée et de la syllabe suivante.
L’accent tonique est sur la première syllabe des mots, sauf dans les mots d'emprunt relativement récents, où il s'est souvent maintenu à la place qu'il avait dans la langue d'origine.
L'orthographe ne distingue pas les phonèmes longs et surlongs ; les uns comme les autres sont notés par une lettre double, tandis que les phonèmes brefs sont notés par une lettre simple. La seule exception concerne les occlusives, pour lesquelles trois graphies différentes existent : les brèves sont notées b, d, g, les longues p, t, k, et les surlongues pp, tt, kk.

## Grammaire
Typologiquement, l’estonien représente une forme de transition entre langue agglutinante et langue flexionnelle. Il a subi au cours de son histoire une forte influence de l'allemand, dans son vocabulaire comme dans sa syntaxe. Il a par exemple développé un système de verbes à particules dont la forme et le fonctionnement rappellent les verbes à particules séparables de l'allemand.
L’estonien ne possède pas d’articles et ne connaît pas le genre grammatical. La déclinaison comprend 14 cas : nominatif, génitif, partitif, illatif, inessif, élatif, allatif, adessif, ablatif, translatif, terminatif, essif, abessif et comitatif.
Un grand nombre de ces cas permettent en fait surtout de préciser des notions ayant trait à la localisation.
L’une des particularités de ce système casuel est l'absence d'accusatif ; le complément d'objet peut être marqué, selon les contextes, par le nominatif, le génitif ou le partitif.
L’adjectif épithète s'accorde en cas et en nombre avec le substantif qu'il détermine, sauf au terminatif, à l'essif, à l'abessif et au comitatif où il n'y a pas d'accord en cas (l'adjectif est alors au génitif).
| Cas                 | Forme                    | Signification                                                 |
| Cas grammaticaux    | Cas grammaticaux         | Cas grammaticaux                                              |
| ------------------- | ------------------------ | ------------------------------------------------------------- |
| 1. Nominatif        | ilus tüdruk              | la jolie fille                                                |
| 2. Génitif          | ilusa tüdruku            | de la jolie fille ; la jolie fille (complément d’objet total) |
| 3. Partitif         | ilusa-t tüdruku-t        | la jolie fille (complément d’objet partiel)                   |
| Cas sémantiques     |                          |                                                               |
| Cas locaux internes |                          |                                                               |
| 4. Illatif          | ilusa-sse maja-sse/majja | dans une belle maison (quand on y entre)                      |
| 5. Inessif          | ilusa-s maja-s           | dans une belle maison (quand on y est)                        |
| 6. Élatif           | ilusa-st maja-st         | d’une belle maison (quand on en sort)                         |
| Cas locaux externes |                          |                                                               |
| 7. Allatif          | ilusa-le järve-le        | sur un joli lac (quand on y va)                               |
| 8. Adessif          | ilusa-l järve-l          | sur un joli lac (quand on y est)                              |
| 9. Ablatif          | ilusa-lt järve-lt        | de dessus un joli lac                                         |
| Autres cas          |                          |                                                               |
| 10. Translatif      | ilusa-ks tüdruku-ks      | en jolie fille (transformation)                               |
| 11. Terminatif      | ilusa tüdruku-ni         | jusqu’à la jolie fille                                        |
| 12. Essif           | ilusa tüdruku-na         | en tant que jolie fille                                       |
| 13. Abessif         | ilusa tüdruku-ta         | sans jolie fille                                              |
| 14. Comitatif       | ilusa tüdruku-ga         | avec la jolie fille                                           |

Le système verbal se caractérise par l'absence de temps dédié au futur (le « présent » est le temps du « non-passé ») et par l’existence de formes spéciales pour exprimer l'action accomplie par une personne indéterminée (l’équivalent du « on » français) ainsi que le discours rapporté (mode verbal spécifique appelé « mode oblique » ou « médiatif »). Il existe au moins deux infinitifs : le premier, terminé par le suffixe -ma, est la forme qui figure dans les dictionnaires ; il est utilisé par exemple après les verbes signifiant « devoir » ou « commencer à ». Le deuxième infinitif, terminé surtout en -da ou en -ta (mais aussi en -la, -na ou -ra), s’utilise par exemple après les verbes signifiant « pouvoir », « vouloir », « aimer ». Certaines grammaires considèrent aussi comme un infinitif spécifique la forme en -vat (correspondant au médiatif présent) lorsqu'elle est employée après un verbe d'apparence (signifiant « sembler »).

## Histoire

### Moyen Âge
La première transcription connue d’un mot estonien remonte peut-être au VIIIe siècle : dans sa Cosmographie, Aethicus Ister mentionne une île du nom de Taraconta (Tharaconta). Certains auteurs pensent qu’il désignait peut-être par là l’Estonie ou sa plus grande île, Saaremaa. Taraconta peut en effet être interprété comme Taara + kond. Taara était, selon certains, l’un des principaux dieux des anciens Estoniens ; le suffixe -kond désigne quant à lui une communauté de personnes, comme dans le mot perekond « famille », ou une entité territoriale, comme dans maakond « province ». Taraconta pourrait ainsi désigner les Estoniens comme les adorateurs de Taara.
À partir du XIIIe siècle, des sources écrites plus abondantes permettent d’avoir une idée plus précise de l’état de développement de la langue. C’est en effet à cette époque que les croisés allemands et scandinaves atteignent l’Estonie, qui était alors l’une des dernières terres païennes d’Europe. Les croisades contre les Estoniens ont été décrites au cours de la première moitié du XIIIe siècle dans la chronique latine Heinrici Chronicon Livoniae (chronique d'Henri le Letton), qui contient des mots et des fragments de phrase en estonien.
De nombreux noms propres et toponymes estoniens sont également attestés dès le XIIIe siècle. Un rôle d’impôt danois (Liber Census Daniae), établi entre 1219 et 1220, comprend environ 500 toponymes du nord de l’Estonie.
À la suite des croisades, une noblesse et une bourgeoisie allemandes s’établirent sur le territoire de l’ancienne Livonie, qui couvrait l’Estonie et la Lettonie actuelles. Bien que l’Estonie ait changé plusieurs fois de maître au cours de sept siècles d’occupation étrangère (Danemark, Pologne, Suède, Russie), l’estonien fut surtout influencé par le bas-allemand et le haut-allemand, ainsi que par le dialecte allemand de la Baltique qui se développa à partir d’eux. En particulier, le vocabulaire lié à la ville et la modernité s'inspire largement de l'allemand.
Le premier texte estonien conservé est celui du manuscrit de Kullamaa, qui date des années 1524-1528. Il s’agit d’une traduction des principales prières catholiques (« Notre Père », « Je vous salue Marie » et « Je crois en Dieu »). Lorsque la Réforme parvint en Estonie, la prédication en langue vernaculaire rendit nécessaire la traduction des textes religieux en estonien du nord et en estonien du sud.

### Période moderne
Les premières grammaires et les premiers dictionnaires furent rédigés au XVIIe siècle. On dispose depuis cette époque d’un nombre important de textes conservés.
Au cours du Réveil national qui se produisit au milieu du XIXe siècle, l’estonien, qui n’était auparavant que la langue des paysans, devint rapidement une langue de culture, notamment grâce à l’Université de Tartu, un des principaux foyers intellectuels. Il commença à être utilisé en littérature et dans les sciences. À la même époque furent publiées les premières études linguistiques en estonien. En 1884, Karl August Hermann fit paraître la première grammaire estonienne en estonien, qui contribua de façon importante à la standardisation de la langue.
Dans la deuxième moitié du XIXe siècle, la population autochtone commença à se désigner sous le nom d’eesti, probablement emprunté deux siècles plus tôt au suédois ou à l’allemand. Auparavant, la majorité des Estoniens se désignaient sous le nom de maarahvas « les gens du pays » et appelaient leur langue maakeel « la langue du pays ».
Durant les premières décennies du XXe siècle, les intellectuels estoniens se donnèrent pour mission de développer leur langue pour l’adapter à la culture européenne moderne. Un rôle important dans ce processus fut joué par le linguiste (et professeur de français) Johannes Aavik, qui s’efforça d’enrichir et d’embellir la langue littéraire. Il utilisa abondamment les ressources fournies par le finnois et les dialectes, mais créa également des mots et des morphèmes grammaticaux artificiels. Le français inspira nombre de ses propositions. Parallèlement à cette « rénovation linguistique » (keeleuuendus) lancée par Aavik, un autre courant, dirigé par Johannes Voldemar Veski, se concentra sur l’élaboration des normes et le développement de la terminologie. Plusieurs milliers de termes, dans tous les domaines du savoir et de la vie, furent créés pendant cette période. Au cours du XXe siècle, un rôle essentiel dans la fixation de la langue standard fut joué par les dictionnaires normatifs. Le premier d’entre eux parut en 1918.
Pendant la période soviétique (1940-1991), la standardisation de la langue et le strict respect des normes devinrent une forme de résistance nationale. C’était une façon de s’opposer à l’idéologie soviétique, symbolisée par la langue russe. La langue était l’un des constituants fondamentaux de l’identité estonienne. Les autorités n’avaient d’ailleurs interdit ni l’étude scientifique de l’estonien ni son emploi dans aucun domaine de la vie publique (y compris l’éducation), ce qui permit aux Estoniens et à leur langue de résister à la russification et à la colonisation.
Dans les années 1990, les attitudes à l’égard de la norme linguistique se sont assouplies. Les sociolectes et autres variétés linguistiques non standard sont revenus à l’honneur.
Le 1er mai 2004, l’estonien est devenu l’une des langues officielles de l’Union européenne.

## Lexique

### Quelques mots courants
| Mot    | Traduction  | Prononciation standard | Finnois | Hongrois |
| ------ | ----------- | ---------------------- | ------- | -------- |
| terre  | maa         | /maː/                  | maa     | föld     |
| ciel   | taevas      | /ˈtaevas/              | taivas  | ég       |
| eau    | vesi        | /ˈvesi/                | vesi    | víz      |
| feu    | tuli        | /ˈtuli/                | tuli    | tűz      |
| homme  | mees        | /meːs/                 | mies    | férfi    |
| femme  | naine       | /ˈnajne/               | nainen  | nő       |
| manger | sööma       | /ˈsøːma/               | syödä   | eszik    |
| boire  | jooma       | /ˈjoːma/               | juoda   | iszik    |
| grand  | suur        | /suːr/                 | suuri   | nagy     |
| petit  | väike       | /ˈvæjke/               | pieni   | kis      |
| pont   | sild        | /sild/                 | silta   | híd      |
| port   | sadam       | /ˈsadam/               | satama  | kikötő   |
| nuit   | öö          | /øː/                   | yö      | éj       |
| jour   | päev        | /pæɛv/                 | päivä   | nap      |
| pluie  | vihm / sadu | /vihm/, /ˈsadu         | sade    | eső      |

### Nombres
- 0 : null
- 1 : üks
- 2 : kaks
- 3 : kolm
- 4 : neli
- 5 : viis
- 6 : kuus
- 7 : seitse
- 8 : kaheksa
- 9 : üheksa
- 10 : kümme
- 11 : üksteist
- 12 : kaksteist
- 13 : kolmteist
- 20 : kakskümmend
- 21 : kakskümmend üks
- 22 : kakskümmend kaks
- 29 : kakskümmend üheksa
- 30 : kolmkümmend
- 90 : üheksakümmend
- 100 : (üks)sada
- 101 : sada üks
- 110 : sada kümme
- 112 : sada kaksteist
- 120 sada kakskümmend
- 190 : sada üheksakümmend
- 200 : kakssada
- 900 : üheksasada
- 1 000 tuhat
- 1 000 000 : miljon
- 1 000 000 000 : miljard